# Batu Gingging
Batu Gingging is een bestuurslaag in het regentschap Deli Serdang van de provincie Noord-Sumatra, Indonesië. Batu Gingging telt 933 inwoners (volkstelling 2010).